# قلعه سمنگلو
بقایای قلعه سمنگلو مربوط به دوره ساسانیان است و در شهرستان قیروکارزین، بخش افزر، دهستان افزر، ۷۰۰ متری روستای سمنگلو واقع شده و با شمارهٔ ثبت ۲۶۶۳۷ به‌عنوان یکی از آثار ملی ایران به ثبت رسیده است.